# Ras el hanout

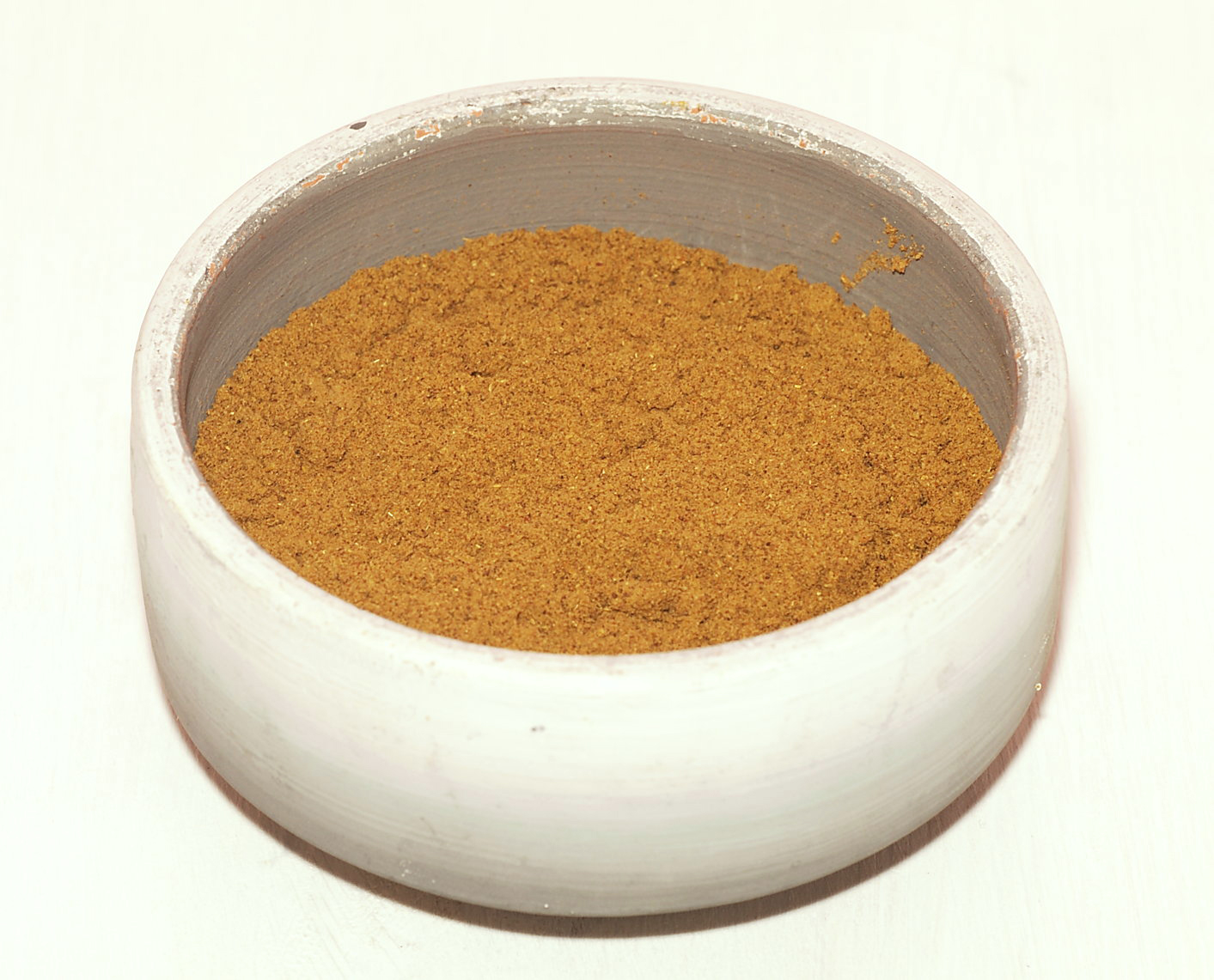
Ras el hanout

El ras el hanout (àrab: راس الحانوت, raʾs al-ḥānūt) és un condiment format per diverses espècies originari de l'Àfrica del Nord i molt habitual a la cuina magribina. S'utilitza picat o polvoritzat. Als comerços es pot trobar ja en pols o bé «en brut», de manera que cal picar les espècies a casa abans d'afegir-lo a un plat.
El nombre d'espècies és elevat i molt variable, sol ser d'unes vint o vint-i-cinc espècies diferents i la quantitat emprada entre elles depèn d'una botiga a l'altra. Entre les més habituals hi ha la nou moscada, la canyella, la cúrcuma, el cardamom, el clau d'espècia, el gingebre, diferents tipus de pebre i baies similars, etc. Alguns contenen xufa.
S'utilitza per a molts plats cuinats amb tagina, i molt particularment amb prunes seques i ametlles, a més d'alguns plats de cuscús o arròs. També és molt habitual per a condimentar aus, carns de caça i guisats i diferents preparacions calentes d'hivern típiques per a escalfar el cos. No pot faltar a la festa del xai.